# Coleomethia crinicornis
Coleomethia crinicornis är en skalbaggsart som beskrevs av Hovore 1987. Coleomethia crinicornis ingår i släktet Coleomethia och familjen långhorningar. Inga underarter finns listade i Catalogue of Life.